# Nick Cave
Nick Cave, egentligen Nicholas Edward Cave, född 22 september 1957 i Warracknabeal, Victoria, är en australisk musiker, låtskrivare, poet, författare, skådespelare samt frontfigur i bandet Nick Cave and the Bad Seeds.

## Nick Cave som person
Nicks Caves mor, Dawn, arbetade som bibliotekarie. Han har två äldre bröder: Tim, född 1952 och Peter, född 1954, samt en yngre syster, Julie, född 1959. Hans far, Colin, var lärare i engelska och litteratur på högstadieskolan Nick själv gick i. Cave minns hur han som tolvåring satt och iakttog sin far under en lektion och tänkte "It doesn't really matter what I do with my life as long as I don't end up like my father". Han sade även, då han gav en föreläsning vid 41 års ålder, att "I have become my father". När Cave var 19 år gammal avled hans far. Nick Cave fostrades inom den anglikanska kyrkan.
Cave flyttade till England 1980 och till Västtyskland 1982. 1983 bodde Cave en tid i USA, men flyttade strax tillbaka till Berlin. I början av nittiotalet flyttade han till London. Han har även tillbringat en del tid i sitt hemland och i São Paulo. I Brasilien träffade han Viviane Carneiro och har med henne sonen Luke, född 1991. De anges ibland ha varit gifta, men så är inte fallet. Cave har även haft relationer med Anita Lane och PJ Harvey. 
Nick Cave tog mycket droger från en tidig ålder. Redan som tolvåring började han dricka alkohol. Under Berlintiden var han heroinberoende och langade en del. Han är i dag drogfri, dock inte nykterist. 
Nick Cave bor i dag i Brighton i England med sin fru Susie Bick. De fick tvillingpojkar år 2000, vid namn Arthur och Earl. Arthur omkom dock i en fallolycka 2015. Äldste sonen Luke tillbringar en del tid med dem och en del med sin mor i Brasilien. Cave hade även en fjärde son, Jethro Lazenby. I många biografier nämns pojken inte alls. Jethro avled i maj 2022. 

## Caves musikaliska karriär

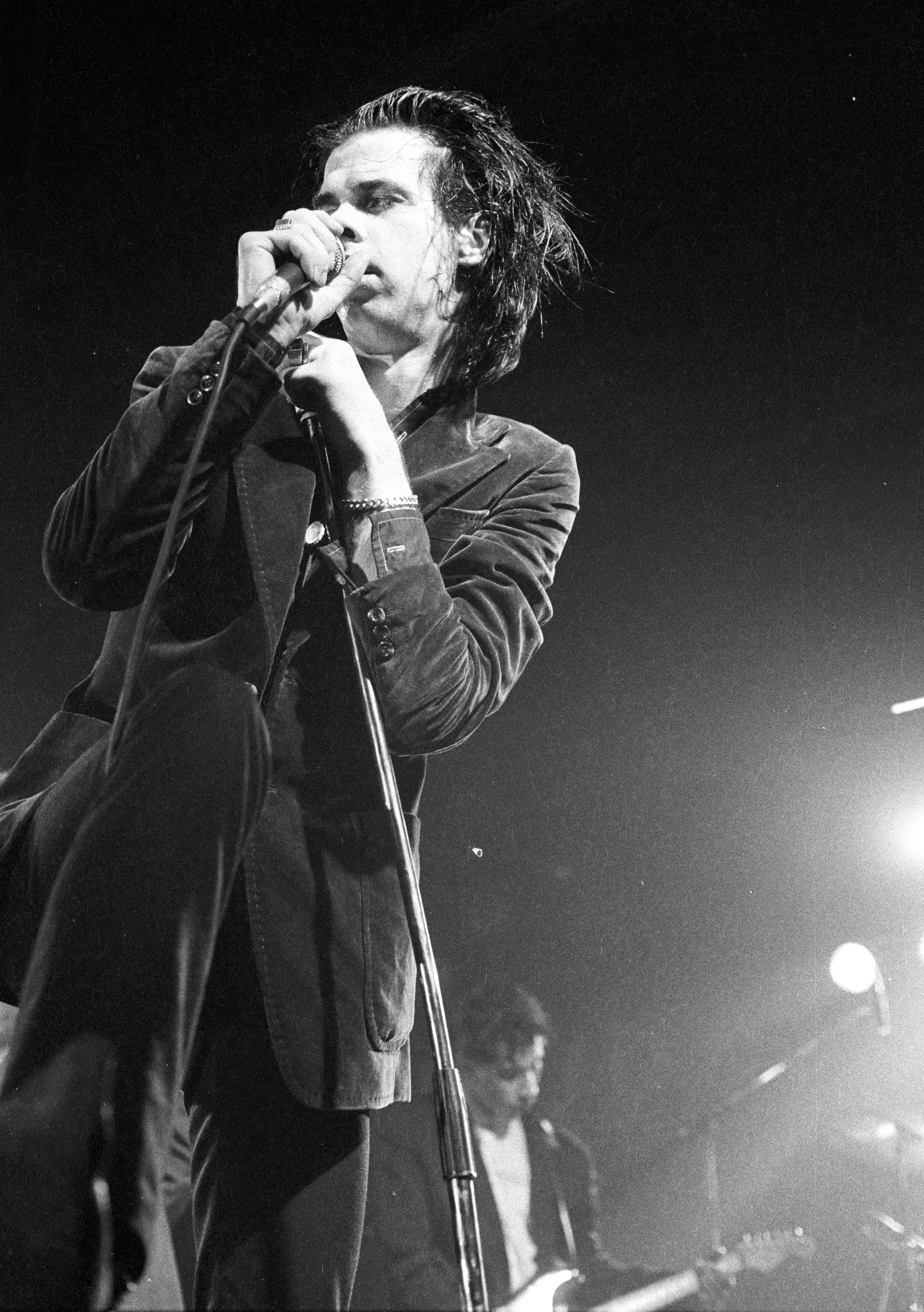
Nick Cave 1986.

Det var på högstadiet Nick Cave träffade Mick Harvey, med vilken han senare skulle bilda sitt första band. 1978 släpptes Caves första inspelade låt, These Boots Were Made For Walking. Under denna tid bildades bandet The Boys Next Door, vilket bestod av Tracy Pew, Phill Calvert och senare även Rowland S. Howard, utöver Cave och Harvey. Albumet Door Door, släpptes 1979.
Nästföljande år bytte bandet namn och skepnad och blev The Birthday Party. Albumet The Birthday Party/Boys Next Door släpptes i samma veva, och det sägs ibland vara gjort av det ena, ibland det andra bandet. Samma år flyttade bandet till London. Namnet The Birthday Party sägs av vissa vara inspirerat av pjäsen (som även filmatiserats) med samma namn av Harold Pinter. Andra källor gör gällande att namnet sprungit ur att Cave gjort bort sig då han återberättat ett stycke ur Brott och straff av Dostojevskij.

## Influenser
Bibeln och den anglikanska kyrkan är stora influenser för Cave. Dock är inställningen till Gud och religion komplex och långt ifrån positiv. Framförallt det gamla testamentet, men även en hel del psalmer, har påverkat honom. På senare tid har nya testamentet haft ökande inverkan på honom.
Faderns död har spelat stor roll i Caves utveckling. Han själv beskriver hur dennes bortgång skapade ett hål i livet, som han fyllde med skrivande. Fadern hade lärt och uppmuntrat honom från tidig ålder att skriva. Tillsammans läste de bland annat Shakespeare, Dostojevskij och Vladimir Nabokov. Auden, Thomas Hardy och Larkin är andra författare som Cave nämner som influenser. Vidare bör sägas att han läser och plockar från många författare. De här nämnda är ett axplock.
Musikaliskt plockar Nick Cave från många genrer, kanske främst blues, country, rock och punk - men även klassisk musik och psalmer.
Nicks Caves första band, The Boys Next Door, spelade bland annat musik av Lou Reed, David Bowie, Roxy Music, Alice Cooper och Sensational Alex Harvey Band. The Saints, ett tidigt australiensiskt punkband, lär också ha fungerat som inspirationskälla under denna period. Under tiden med The Birthday Party var han inspirerad av Iggy Pop och Alan Vega, sångaren i Suicide, i sitt sjungande.
I och med att de flesta av de medverkande i The Bad Seeds har soloprojekt har dessa projekt inverkan på musiken. Hit hör bland annat Einstürzende Neubauten, Crime & The City Solution, The Vanity Set, Gallon Drunk, These Immortal Souls och The Dirty Three. Även den nära vännen Shane MacGowan från The Pogues och ex-flickvännerna Anita Lane och PJ Harvey har haft inverkan på Caves musik. Nick Cave nämner ofta Leonard Cohen som en influens. Han har under sin tid i Brighton organiserat en gala i dennes ära. Tom Waits, Neil Young, Johnny Cash, Hank Williams, Jim Morrison, Van Morrison och Bob Dylan har även de satt tydliga spår i hans låtskrivande. Även mer otippade influenser finns. Ett exempel är Bob Marley.

## Diskografi

### Album av The Boys Next Door/The Birthday Party
- Door Door (LP, 1979)
- The Birthday Party/Boys Next Door (LP, 1980)
- Prayers on Fire (LP, 1981)
- Junkyard (LP, 1982)
- It's Still Living (LP, 1985)
- Best and Rarest (LP, 1985)
- The Bad Seed/Mutiny! (CD)
- Hits (CD, 1992)
- Live 1981–82 (CD, 1999)
- Peel Sessions (CD)

### Album av Nick Cave & The Bad Seeds
- From Her To Eternity (1984)
- The Firstborn Is Dead (1985)
- Kicking Against the Pricks (1986)
- Your Funeral, My Trial (1986)
- Tender Prey (1988)
- The Good Son (1990)
- Henry's Dream (1992)
- Live Seeds (1993)
- Let Love In (1994)
- Murder Ballads (1996)
- The Boatman's Call (1997)
- The Best Of (1998)
- No More Shall We Part (2001)
- Nocturama (2003)
- Abattoir Blues/The Lyre of Orpheus (2004)
- B-Sides & Rarities (2005)
- Dig, Lazarus, dig (2008)
- Push the Sky Away (2013)
- Skeleton Tree (2016)
- Ghosteen (2019)
- Wild God (2024)

### Album av Grinderman
- Grinderman (2007)
- Grinderman 2 (2010)

### Samarbeten
År 2014 skrev Cave librettot för operan Shell Shock opera av Nicholas Lens. Operan hade premiär på Kungliga Operan La Monnaie i Bryssel den 24 oktober 2014.

### Annat
- Burnin' The Ice Album med Die Haut (1982)
- And The Ass Saw The Angel Album där Nick läser högt ur sin bok, delvis satt till musik (1999)
- The Secret Life Of The Love Song/The Flesh Made Word Ursprungligen föreläsningar om musik, texter, poesi och framförallt kärleksballaden. Finns inspelade på CD (2000) och den första föreläsningen i text som del av The Complete Lyrics 1978-2001.
- The Proposition Soundtrack till filmen (2005), tillsammans med Warren Ellis.
- Where the wild roses grow duett med Kylie Minogue.

## Filmografi

### Skådespelare
- 2024 – Memoir of a Snail
- Mordet på Jesse James av ynkryggen Robert Ford (2007; Trubadur i en saloon)
- Jonas At The Ocean (2001)
- Rhinoceros Hunting In Budapest (1996)
- Jonas in the Desert (1994)
- Johnny Suede (1991)
- The Road to God Knows Where (1990)
- Ghosts... of the Civil Dead (1988)
- Himmel över Berlin (1987; Nick spelar sig själv i denna film)
- Dandy (1987)

### Kompositör
- Mordet på Jesse James av ynkryggen Robert Ford (2007)
- The Proposition (2005)
- To Have and to Hold (1996)
- Rhinoceros Hunting In Budapest (1996)
- Jonas in the Desert (1994)
- Just Visiting This Planet (1990)
- The Road to God Knows Where (1990)
- Ghosts... of the Civil Dead (1988)
- Die Stadt (1983)

### Manusförfattare
- The Proposition (2005)
- Ghosts... of the Civil Dead (1988)
- Lawless (2012)